# Royal Films

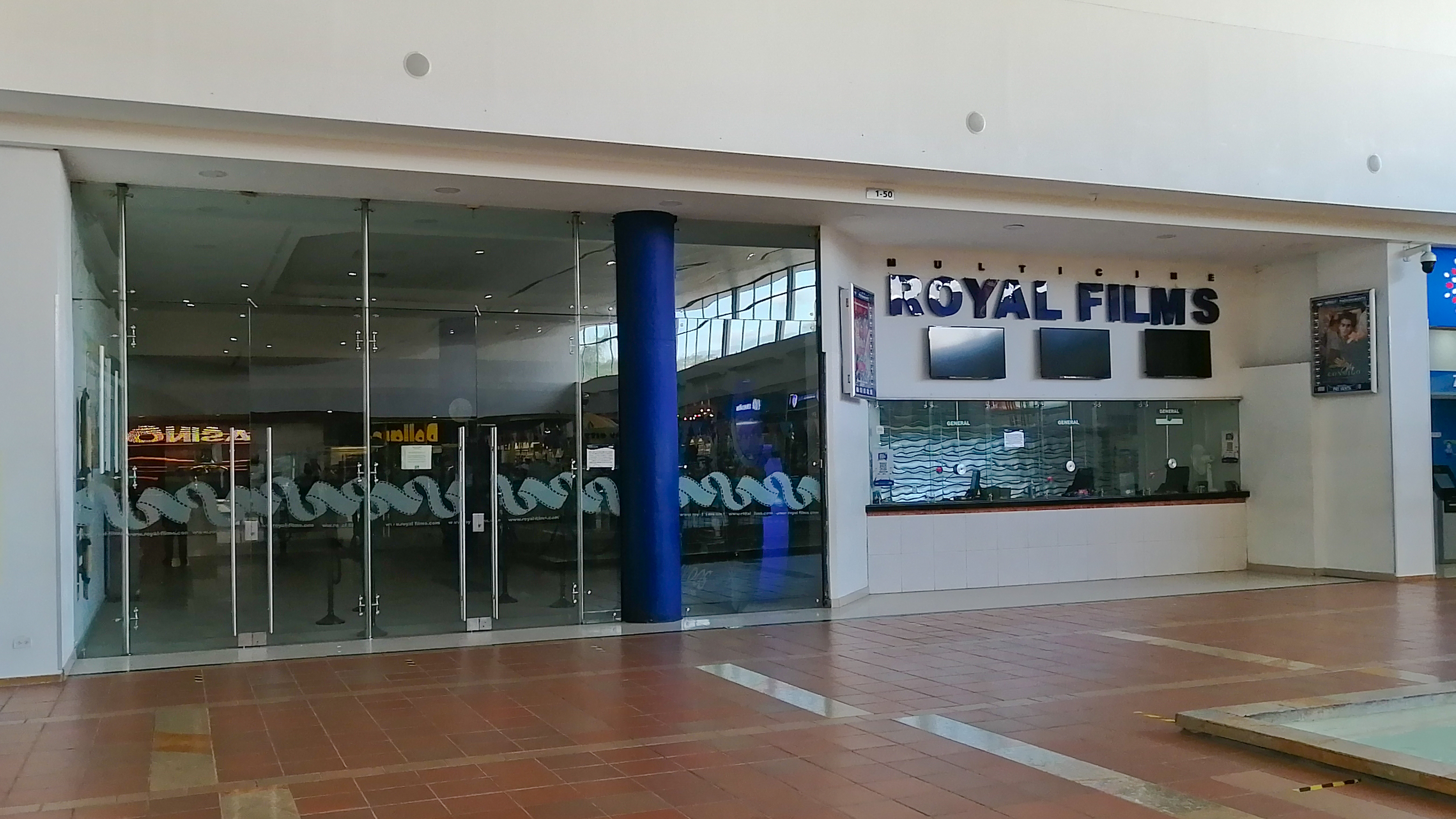
Sucursal de Royal Films en Cúcuta.

Royal Films es una empresa de exhibición de cine en Colombia con sede en Barranquilla. Es una empresa de capital privado colombiano perteneciente a una familia de origen libanés.

## Historia
Fue fundada en 1974 con la asociación de tres empresarios de la ciudad de Maicao que reunieron capital necesario para abrir la primera sala de la región. A la fecha de julio de 2017 tiene presencia en 29 ciudades del país y cuenta con 54 complejos, 60,000 butacas y más de 236 pantallas. Cuenta con Salas 4DX, Salas Ultra Dolby Atmos, Salas VIP entre otros siendo la empresa de cine de mayor alcance de Colombia, además de ser la primera y única con presencia internacional con la apertura del multicine en Panamá además de su inicio de proyecto en Bolivia y Argentina.
El 25 de octubre de 2024 con motivo de la celebración de sus 50 años, ofreció entrada gratis para todas sus funciones.

## Sedes en Colombia
Actualmente Royal Films posee 50 Multicines distribuidos en las siguientes ciudades, cada uno de ellos con presentaciones en formatos 2D, 3D y algunos con servicios adicionales como Sala 4DX, la heladería, la barra de sushi, Salas VIP, Salas Ultra, Área de Juegos Royal Kids, Royal Churros, la tienda de dulces, Salón de Fiestas, entre otros.
- Barranquilla: 6 sedes (con Sala Ultra, VIP y sala 4DX).
- Cali: 5 sedes.
- Medellín: 3 sedes.
- Armenia: 2 sedes.
- Bogotá: 5 sedes (con Sala Ultra, VIP y sala 4DX).
- Cartagena: 1 sedes.
- Cúcuta: 3 sedes (Salas Jardín Plaza Ultra 2D y Plus 2D)
- Cartago: 1 sede.
- Neiva: 2 sedes.
- Pereira: 2 sedes.
- Bucaramanga: 1 sede.
- Ibagué: 1 sede.
- Valledupar: 1 sede.
- Montería: 1 sede.
- Pereira: 1 sede.
- Buga: 1 sede.
- Caucasia: 1 sede.
- Dos Quebradas: 1 sede.
- Girardot: 1 sede.
- Madrid: 1 sede.
- Tunja: 1 sede.
- Itagüí: 1 sede
- Pasto: 1 sedes.
- Popayán: 1 sede.
- Riohacha: 1 sede.
- Sincelejo: 1 sede.
- Tuluá: 2 sedes.
- Yumbo: 1 sede.
- Villavicencio: 1 sede.
- Mosquera: 1 sede.
- Buenaventura: 1 sede.

## Sedes internacionales
Actualmente Royal Films cuenta con un multicine en Ciudad de Panamá, Panamá. Y se encuentra en desarrollo sus proyectos de Multicine en Argentina y Bolivia.